# Heart Food
Albums de Judee Sill
Judee Sill
(1971) Dreams Come True
(2005)
Heart Food est le deuxième album de la chanteuse Judee Sill, sorti en 1973.

## Titres
Toutes les chansons sont écrites et composées par Judee Sill, sauf When the Bridegroom Comes, dont les paroles sont de David Omer Bearden..
| 1. | There's a Rugged Road          | 3:44 |
| 2. | The Kiss                       | 4:36 |
| 3. | The Pearl                      | 1:55 |
| 4. | Down Where the Valleys Are Low | 3:52 |
| 5. | The Vigilante                  | 3:50 |

| 6. | Soldier of the Heart      | 3:34 |
| 7. | The Phoenix               | 2:37 |
| 8. | When the Bridegroom Comes | 4:14 |
| 9. | The Donor                 | 9:12 |

| 10. | [untitled]                            | 1:06 |
| 11. | The Desperado                         | 3:57 |
| 12. | The Kiss (démo)                       | 4:14 |
| 13. | Down Where the Valleys Are Low (démo) | 4:49 |
| 14. | The Donor (démo)                      | 4:43 |
| 15. | Soldier of the Heart (démo)           | 3:06 |
| 16. | The Phoenix (démo)                    | 2:29 |
| 17. | The Vigilante (démo)                  | 3:44 |
| 18. | The Pearl (démo)                      | 1:58 |
| 19. | There's a Rugged Road (démo)          | 3:34 |

## Musiciens
- Judee Sill : chant, guitare, piano, orgue électrique
- Chris Ethridge, Bill Plummer : basse
- Jim Gordon : batterie
- Emil Richards, Bobbye Hall : percussions
- Doug Dillard : banjo
- Buddy Emmons : pedal steel guitar
- Lynn Blessing : vibraphone
- Louie Shelton : guitare
- Spooner Oldham : claviers
- Gene Cipriano : saxophone
- Richard Perissi, Vincent DeRosa : cor d'harmonie
- Jesse Ehrlich, Ray Kelley : violoncelle
- Assa Drori, Ronald Folsom, Harris Goldman, William Kurasch, Leonard Malarsky, Ralph Schaeffer, Tibor Zelig : violon
- David Schwartz : alto
- Carolyn Willis, Oma Drake, Gloria Jones : chœurs